# Chéri, j'ai agrandi le chien

Chéri, j'ai agrandi le chien (Monster Mutt) est un téléfilm américain réalisé par Todd Tucker et diffusé en 2011.

## Synopsis
Un vilain cherche à enlever le chien pour des expériences atroces, en obligeant un scientifique à le servir.

## Fiche technique
- Titre original : Monster Mutt
- Titre français : Chéri, j'ai agrandi le chien
- Autre titre : Max le géant[1]
- Réalisation : Todd Tucker
- Scénario : Todd Tucker et Timoth Dolan
- Photographie : Yaron Levy
- Musique : Chris Walden
- Durée : 95 minutes
- Pays de production : États-Unis

## Distribution
- Rhiannon Leigh Wryn : Ashley Taylor
- Bart Johnson : Jeff Taylor
- Billy Unger : Zack Taylor
- Zack Ward : Sirus Caldwell
- Brian Stepanek : Docteur Victor Lloyd
- Alastair Mackenzie : Monty
- Jacqueline Piñol : Tawni martinez
- Juliet Landau : Natalya
- Mindy Sterling : Helen
- Bob Gibson :  Monster Mutt
- John Kassir : Pet Shop Pete
- Kim Fields : Valerie Williams